# Rafat (Jerusalem)
Rafat (àrab: رافات, Rāfāt) és una vila palestina de la governació de Jerusalem, a Cisjordània, situada 4 kilòmetres al sud-oest de Ramal·lah i 10,9 kilòmetres al nord-oest de Jerusalem. Segons l'Oficina Central Palestina d'Estadístiques tenia 2.775 habitants el 2016. La seva àrea és de 3,773 dúnams.

## Història
S'hi ha trobat terrissa d'època romana d'Orient.

### Època otomana
Rafat, com la resta de Palestina, fou incorporada a l'Imperi Otomà en 1517, i en el cens de 1596, la vila fou registrada al nàhiya d'al-Quds al liwà d'al-Quds. La població era de 27 llars, totes musulmanes. Els vilatans pagaven un impost fix del 33,3% en diversos productes agrícoles, com el blat, l'ordi, els cultius d'estiu, les cabres i els ruscs, a més de "ingressos ocasionals"; un total de 3.300 akçe.
En 1838 fou assenyalada com una vila musulmana al districte de Jerusalem. L'explorador francès Victor Guérin va visitar el lloc el 1863 i va considerar que tenia 120 habitants i que es trobava dalt d'un turó. Hi havia una mesquita dedicada al xeïc Ahmed. També va assenyalar que en algunes cases les pedres semblaven antigues. En una casa hi va trobar un fragment d'una columna trencada. Una llista de viles otomanes del 1870 mostrava que rafat tenia 35 cases i una població de 100 habitants, tot i que el recompte de població només incloïa homes, only.
En 1883 el Survey of Western Palestine (SWP) del Fons per a l'Exploració de Palestina va descriure Rafat com «un petit vilatge en una cresta, amb una deu a l'est i moltes tombes tallades en la roca.»
En 1896 la població de Rafat era estimada en unes 195 persones.

### Mandat Britànic de Palestina

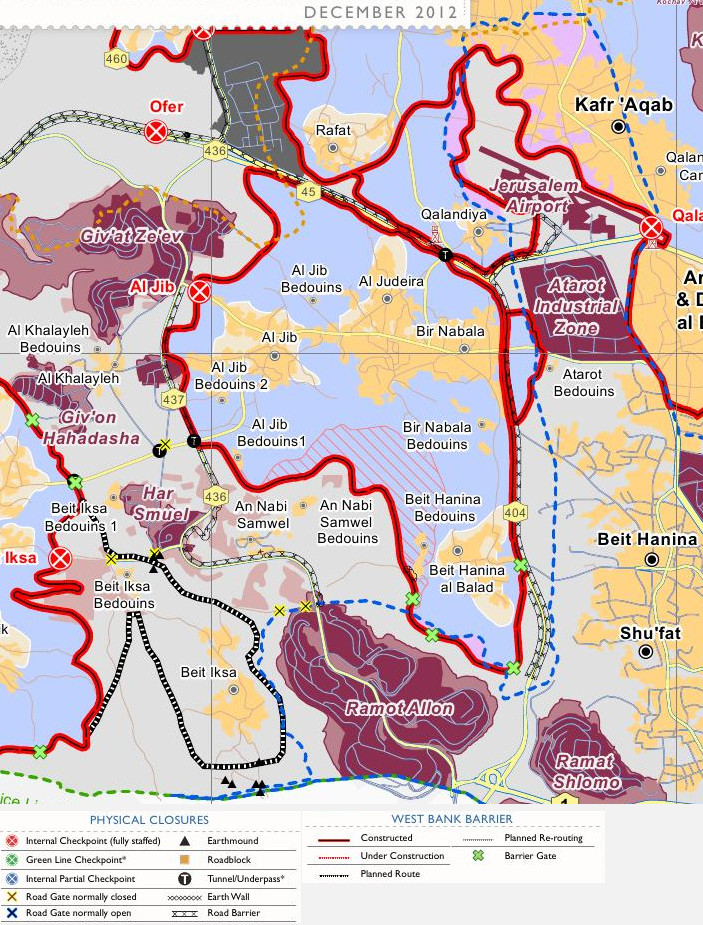
El mur al nord de Jerusalem, que confina la vila de Rafat (al nord) a un enclavament sota control israelià.

En el cens de Palestina de 1922, dut a terme per les autoritats del Mandat Britànic, Rafat tenia 219 musulmans, mentre que segons el cens de 1931 Rafat tenia 218 habitants, en 46 cases.
En una enquesta de una enquesta de 1945, Rafat tenia 280 musulmans, i una àrea de terra de 3,777 dúnams. D'aquests, 252 dúnams eren plantacions i terra de rec, 1,965 dúnams per a cereals, mentre 21 dúnams eren sòl edificat.

### Després de 1948
Després de la Guerra araboisraeliana de 1948 i els acords d'armistici de 1949, Rafat va quedar sota un règim d'ocupació jordana. Des de la Guerra dels Sis Dies en 1967, Rafat ha romàs sota ocupació israeliana.
Israel ha confiscat 287 dúnams de terra (el 8.5% del total de l'àrea de la vila) per la construcció de la base militar d'Ofar. S'han confiscat més terres de Rafat per la construcció del Mur de Cisjordània. 637 dúnams, que comprenen el 18.7% de l'àrea de la vila, es troben aïllats pel Mur en la banda israeliana.

## Persones destacades
- Yahya Ayyash, dirigent de Hamàs[20]